# Malea pomum
Malea pomum is een slakkensoort uit de familie Tonnidae. De wetenschappelijke naam werd gepubliceerd in 1758 door Carl Linnaeus in de tiende editie van Systema naturae.